# دانشگاه هلمند
دانشگاه هلمند دانشگاهی دولتی در شهر لشکرگاه ولایت هلمند، افغانستان است. این دانشگاه در ۲۰۰۶ تاسیس شد. دانشگاه هلمند دارای دانشکده‌های اقتصاد، زراعت و معارف می‌باشد.

## دانشکده‌ها

### بخش‌های دانشکده اقتصاد
- بانکداری
- اداره و مدیریت

### بخش‌های دانشکده کشاورزی
- باغبانی
- کشاورزی-اقتصاد و ترویج
- علوم دامی
- علوم گیاهی

### بخش‌های دانشکده تعلیم و تربیت
- زیست‌شناسی
- شیمی
- ریاضی
- جغرافیا
- انگلیسی
- فرهنگ اسلامی
- هنرها
- کامپیوتر
- مطالعات حرفه‌ای